# 牟翰清
牟翰清（1920年2月—2018年8月9日），男，山东潍北人，中华人民共和国军事人物，曾任浙江省军区政治委员，南京军区炮兵政治委员。